# دی‌فنیل‌متانول
دی‌فنیل‌متانول (به انگلیسی: Diphenylmethanol) یک ترکیب شیمیایی با شناسه پاب‌کم ۷۰۳۷ است. شکل ظاهری این ترکیب، بلورهای سفید است.